# Swabi
Swabi (en pachto : صوابی) est la capitale et la plus grande ville du district de Swabi. La ville est située dans la province de Khyber Pakhtunkhwa dans le nord du Pakistan.
La population de la ville a été multipliée par près de trois entre 1972 et 2017, passant de 37 292 habitants à 123 412. Entre 1998 et 2017, la croissance annuelle moyenne s'affiche à 2,3 %, semblable à la moyenne nationale de 2,4 %. En 2023, la population de la ville monte à 156 496 habitants.
|            | 1972 (rec.) | 1981 (rec.) | 1998 (rec.) | 2017 (rec.) | 2017 (rec.) |
| ---------- | ----------- | ----------- | ----------- | ----------- | ----------- |
| Population | 37 292      | 46 344      | 80 157      | 123 412     | 156 496     |

## Personnalités liées
- Nisar Muhammad Yousafzai, né en 1897, héro de guerre Afghan, militant communiste et commissaire du peuple à l'éducation du Tadjikistan.
- Gulalai Ismail, née en 1986, militante pachtoune des droits de l'homme et femme politique.